# Брачная история
«Брачная история» (англ. Marriage Story) — фильм 2019 года режиссёра и сценариста Ноа Баумбаха. Премьера фильма состоялась 29 августа 2019 года на Венецианском кинофестивале. Фильм вышел в ограниченный прокат 6 ноября 2019 года.
На 77-й церемонии вручения премии «Золотой глобус» фильм получил 6 номинаций, включая «Лучший фильм — драма». В итоге выиграл награду за «Лучшую женскую роль второго плана — кинофильм» (Лора Дерн).
На 92-й церемонии вручения премии «Оскар» фильм получил 6 номинаций, в результате выиграв статуэтку в номинации «Лучшая актриса второго плана» (Лора Дерн).

## Сюжет
Чарли Барбер (Адам Драйвер) — успешный театральный режиссёр в Нью-Йорке. Сейчас его труппа работает над спектаклем, в котором сыграет его жена Николь (Скарлетт Йоханссон), бывшая актриса фильмов для подростков. Пара переживает семейные проблемы. Они получают совет: записать то, что им нравится друг в друге, но Николь слишком стесняется читать это вслух, потому супруги решают отказаться от дальнейших консультаций.
Николь предлагают главную роль в телевизионном пилотном проекте в Лос-Анджелесе, и она решает покинуть театр и временно переехать вместе с сыном Генри, к матери в Западный Голливуд. Чарли решает остаться в Нью-Йорке, поскольку представление на грани показов на Бродвее. Когда он вылетает в Лос-Анджелес, чтобы посетить свою семью, то получает документы о разводе. Несмотря на договорённости, Николь всё же нанимает семейного адвоката Нору Фэншоу (Лора Дерн), которая призывает давить на Чарли. Тогда Чарли встречается с Джеем Маротта (Рэй Лиотта), дерзким и дорогим юристом, который настаивает на грязной борьбе, но Чарли выбирает Берта Шпица (Алан Алда), который предпочитает более цивилизованный подход.
По совету Берта, Чарли арендует квартиру в Лос-Анджелесе, чтобы быть ближе к своей семье и усилить позиции по пункту опеки. Из-за желания мужа избежать обращения в суд, Берт устраивает встречу с Норой и Николь. Нора уверяет, что Чарли отказался уважать желание Николь вернуться в Лос-Анджелес, и Генри предпочёл бы остаться со своей матерью чем жить на два города. В частной беседе Берт советует Чарли отказаться от нью-йоркской квартиры, но это огорчает Чарли. Он отказывается и решает уволить адвоката.
Чарли выигрывает стипендию Мак-Артура и использует первую выплату в качестве предоплаты за услуги Джея. Дело переходит в суд, где Нора и Джей агрессивно пытаются показать клиентов друг друга в негативном свете. Нора подчёркивает предварительную неверность и эмоциональную отдалённость Чарли, одновременно Джей преувеличивает отношение Николь к выпивке. Между тем Чарли и Николь остаются дружескими вне суда и делят время с Генри, который всё больше раздражается из-за спора.
Разочаровавшись в юридическом процессе, пара решает встретиться наедине без адвокатов. Дружеская беседа в квартире Чарли перерастает в ожесточённый спор, в котором Николь утверждает, что он не заботится о ней, а Чарли бьёт кулаком стену и желает ей смерти. Успокоившись, он извиняется; Николь утешает его. Вскоре супруги соглашаются ослабить свои требования и достичь договорённости по завершению развода, хотя Николь получает немного лучшие условия.
Через год постановка Чарли на Бродвее получила признание, одновременно пилотный проект Николь (также в качестве режиссёра) был номинирован на «Эмми». Чарли сообщает Николь, что он будет преподавать в UCLA и жить в Лос-Анджелесе год, а, значит, ближе находиться к Генри. Позже он видит сына, который читает ранее написанный Николь список качеств Чарли, которые ей нравятся. Генри просит Чарли дочитать этот список вслух для него, отец выполняет просьбу сына, при этом его переполняют эмоции. Николь наблюдает за ними. В тот вечер Николь предлагает Чарли забрать Генри домой, хотя, по решению суда, это была её ночь с ним. Когда Чарли, держа на руках спящего Генри, идёт к своей машине, Николь догоняет его и завязывает шнурок на ботинке Чарли, а затем прощается.

## В ролях
- Скарлетт Йоханссон — Николь Барбер
- Адам Драйвер — Чарли Барбер
- Лора Дерн — Нора Фэншоу, адвокат Николь
- Рэй Лиотта — Джей Маротта, адвокат Чарли
- Мерритт Уивер — Кэсси
- Марк О’Брайен — Картер
- Алан Алда — Берт Спитц, адвокат Чарли
- Джули Хагерти — Сандра
- Кайл Борнхеймер — Тед
- Уоллес Шон — Фрэнк

## Производство
Идея фильма впервые пришла к Баумбаху в 2016 году, когда он заканчивал работу над «Историями семьи Майровиц». Он начал изучать этот вопрос и встретился с Драйвером, уже трижды снимавшемся у него в картинах, чтобы обсудить роль. В ноябре 2017 года было объявлено, что Драйвер, Скарлетт Йоханссон, Лора Дерн, Мерритт Уивер и Ажи Робертсон будут исполнять главные роли в фильме. Дэвид Хейман продюсировал фильм под производством своей компании Heyday Films, а Netflix взял на себя распространение. В марте 2018 года Кайл Борнхеймер присоединился к актёрскому составу фильма, а в июне 2018 года было объявлено, что Рэй Лиотта также примет участие в съёмках.
Съёмки фильма начались 15 января 2018 года и продолжались 47 дней до апреля 2018 года в Нью-Йорке и Лос-Анджелесе.
Говоря про создание фильма, последовавшего после его развода с актрисой Дженнифер Джейсон Ли, а также развода его родителей (который послужил вдохновением для его более раннего фильма «Кальмар и кит»), Баумбах сказал:
«У меня есть существенная связь с материалом ... [но] тогда это был тот период моей жизни, когда многие из моих друзей развелись. Я видел в этом возможность сделать что-то более откровенное, поэтому я проделал большой анализ этого вопроса. Я взял интервью у многих моих друзей и друзей друзей, а затем также у юристов, судей, посредников».
После выхода фильма Баумбах сказал: «Я показал [Ли] сценарий, и совсем недавно показал ей сам фильм. Ей очень понравилось».

## Приём фильма

### Сборы
Несмотря на то, что Netflix публично не раскрывает сборы своих фильмов в кинотеатрах, по оценкам сайта IndieWire, «Брачная история» принесла около 160 000 долларов в пяти кинотеатрах в первые выходные (и в общей сложности 200 000 долларов за первые пять дней). На сайте написано, что «обычно эти (предполагаемые) цифры будут разочаровывающими», но «учитывая количество кинотеатров и ограниченное количество мест, а также осведомлённость о предстоящем доступе на стриминг-сервисе в течение месяца», этого было достаточно для Netflix. С прокатом в 16 кинотеатрах на следующих выходных, фильм заработал 140 000 долларов, а затем — 340 000 в 85 кинотеатрах на третьей неделе. Расширение до 130 кинотеатров в четвёртый выходные после выхода фильма принесло 360 000 долларов, а общие сборы за месяц составили 1,2 миллиона долларов. На следующих выходных, несмотря на то, что начиная с пятницы, он был выпущен в цифровом формате на Netflix, фильм заработал примерно 300 000 долларов в 120 кинотеатрах, а затем 120 000 долларов в 80 кинотеатрах на следующей неделе.
«Брачная история» собрала около 2 миллионов долларов в Северной Америке и 333 686 долларов на других территориях, в общем сумме принеся 2,3 миллиона долларов.

### Оценки критиков
На сайте Rotten Tomatoes фильм имеет рейтинг 95 % на основе 363 рецензий критиков со средней оценкой 8,81 из 10. Критики единодушно согласились с тем, что «Брачная история» является одной из лучших работ Ноа Баумбаха. На сайте Metacritic фильм получил оценку 94 из 100 на основе 53 рецензий, что соответствует статусу «всеобщее признание».
«Брачная история» была названа одним из десяти лучших фильмов 2019 года по версии Американского института киноискусства, Национального совета кинокритиков США и журнала Time. Адам Драйвер занял третье место в списке лучших актёрских работ 2019 года по версии Time.

## Награды и номинации
| Год  | Награда                                | Категория                                         | Номинант                   | Результат |
| ---- | -------------------------------------- | ------------------------------------------------- | -------------------------- | --------- |
| 2019 | Премия британского независимого кино   | Лучший иностранный фильм                          | Ноа Баумбах                | Номинация |
| 2019 | Готэм                                  | Лучший независимый фильм                          | Ноа Баумбах                | Победа    |
| 2019 | Готэм                                  | Лучший актёр                                      | Адам Драйвер               | Победа    |
| 2019 | Готэм                                  | Лучший сценарий                                   | Ноа Баумбах                | Победа    |
| 2019 | Готэм                                  | Приз зрительских симпатий                         | Ноа Баумбах                | Победа    |
| 2019 | Национальный совет кинокритиков США    | ТОП-10 фильмов года                               | Ноа Баумбах                | Победа    |
| 2019 | Hollywood Music in Media Awards        | Лучшая оригинальная музыка — полнометражный фильм | Рэнди Ньюман               | Номинация |
| 2019 | Hollywood Music in Media Awards        | Лучший альбом-саундтрек                           | Джордж Дракулиас           | Номинация |
| 2019 | New York Film Critics Circle           | Лучшая женская роль второго плана                 | Лора Дерн                  | Победа    |
| 2019 | New York Film Critics Circle           | Специальный приз                                  | Рэнди Ньюман               | Победа    |
| 2020 | Золотой глобус                         | Лучший фильм — драма                              | Ноа Баумбах                | Номинация |
| 2020 | Золотой глобус                         | Лучший актёр — драма                              | Адам Драйвер               | Номинация |
| 2020 | Золотой глобус                         | Лучшая актриса — драма                            | Скарлетт Йоханссон         | Номинация |
| 2020 | Золотой глобус                         | Лучшая актриса второго плана                      | Лора Дерн                  | Победа    |
| 2020 | Золотой глобус                         | Лучший оригинальный сценарий                      | Ноа Баумбах                | Номинация |
| 2020 | Золотой глобус                         | Лучший саундтрек                                  | Рэнди Ньюман               | Номинация |
| 2020 | BAFTA                                  | Лучший актёр                                      | Адам Драйвер               | Номинация |
| 2020 | BAFTA                                  | Лучшая актриса                                    | Скарлетт Йоханссон         | Номинация |
| 2020 | BAFTA                                  | Лучшая актриса второго плана                      | Лора Дерн                  | Победа    |
| 2020 | BAFTA                                  | Лучший оригинальный сценарий                      | Ноа Баумбах                | Номинация |
| 2020 | BAFTA                                  | Лучший кастинг                                    | н/д                        | Номинация |
| 2020 | Премия Гильдии киноактёров США         | Лучшая мужская роль                               | Адам Драйвер               | Номинация |
| 2020 | Премия Гильдии киноактёров США         | Лучшая женская роль                               | Скарлетт Йоханссон         | Номинация |
| 2020 | Премия Гильдии киноактёров США         | Лучшая женская роль второго плана                 | Лора Дерн                  | Победа    |
| 2020 | Оскар                                  | Лучший фильм                                      | Ноа Баумбах и Дэвид Хейман | Номинация |
| 2020 | Оскар                                  | Лучший актёр                                      | Адам Драйвер               | Номинация |
| 2020 | Оскар                                  | Лучшая актриса                                    | Скарлетт Йоханссон         | Номинация |
| 2020 | Оскар                                  | Лучшая актриса второго плана                      | Лора Дерн                  | Победа    |
| 2020 | Оскар                                  | Лучший оригинальный сценарий                      | Ноа Баумбах                | Номинация |
| 2020 | Оскар                                  | Лучшая музыка к фильму                            | Рэнди Ньюман               | Номинация |
| 2020 | Американская ассоциация монтажёров     | Лучший монтаж в художественном фильме — драма     | Ноа Баумбах                | Номинация |
| 2020 | Общество кинокритиков Бостона          | Лучшая женская роль второго плана                 | Лора Дерн                  | Победа    |
| 2020 | Общество кинокритиков Бостона          | Лучший оригинальный сценарий                      | Ноа Баумбах                | Победа    |
| 2020 | Выбор критиков                         | Лучший фильм                                      | Ноа Баумбах                | Номинация |
| 2020 | Выбор критиков                         | Лучший режиссёр                                   | Ноа Баумбах                | Номинация |
| 2020 | Выбор критиков                         | Лучший актёр                                      | Адам Драйвер               | Номинация |
| 2020 | Выбор критиков                         | Лучшая актриса                                    | Скарлетт Йоханссон         | Номинация |
| 2020 | Выбор критиков                         | Лучшая актриса второго плана                      | Лора Дерн                  | Победа    |
| 2020 | Выбор критиков                         | Лучший актёрский состав                           | н/д                        | Номинация |
| 2020 | Выбор критиков                         | Лучший оригинальный сценарий                      | Ноа Баумбах                | Номинация |
| 2020 | Выбор критиков                         | Лучший саундтрек                                  | Рэнди Ньюман               | Номинация |
| 2020 | Ассоциация кинокритиков Чикаго         | Лучший фильм                                      | Ноа Баумбах                | Номинация |
| 2020 | Ассоциация кинокритиков Чикаго         | Лучший режиссёр                                   | Ноа Баумбах                | Номинация |
| 2020 | Ассоциация кинокритиков Чикаго         | Лучший актёр                                      | Адам Драйвер               | Победа    |
| 2020 | Ассоциация кинокритиков Чикаго         | Лучшая актриса                                    | Скарлетт Йоханссон         | Номинация |
| 2020 | Ассоциация кинокритиков Чикаго         | Лучшая актриса второго плана                      | Лора Дерн                  | Номинация |
| 2020 | Ассоциация кинокритиков Чикаго         | Лучший оригинальный сценарий                      | Ноа Баумбах                | Номинация |
| 2020 | Ассоциация кинокритиков Чикаго         | Лучший саундтрек                                  | Рэнди Ньюман               | Номинация |
| 2020 | Общество кинокритиков Детройта         | Лучший фильм                                      | Ноа Баумбах                | Номинация |
| 2020 | Общество кинокритиков Детройта         | Лучший режиссёр                                   | Ноа Баумбах                | Номинация |
| 2020 | Общество кинокритиков Детройта         | Лучший актёр                                      | Адам Драйвер               | Победа    |
| 2020 | Общество кинокритиков Детройта         | Лучшая актриса                                    | Скарлетт Йоханссон         | Победа    |
| 2020 | Общество кинокритиков Детройта         | Лучшая актриса второго плана                      | Лора Дерн                  | Победа    |
| 2020 | Общество кинокритиков Детройта         | Лучший оригинальный сценарий                      | Ноа Баумбах                | Победа    |
| 2020 | Независимый дух                        | Лучший фильм                                      | Ноа Баумбах                | Номинация |
| 2020 | Независимый дух                        | Лучший сценарий                                   | Ноа Баумбах                | Победа    |
| 2020 | Независимый дух                        | Приз Роберта Олтмена                              | н/д                        | Победа    |
| 2020 | Премия Лондонского кружка кинокритиков | Лучший фильм                                      | Ноа Баумбах                | Ожидается |
| 2020 | Премия Лондонского кружка кинокритиков | Лучший актёр                                      | Адам Драйвер               | Ожидается |
| 2020 | Премия Лондонского кружка кинокритиков | Лучшая актриса                                    | Скарлетт Йоханссон         | Ожидается |
| 2020 | Премия Лондонского кружка кинокритиков | Лучшая актриса второго плана                      | Лора Дерн                  | Ожидается |
| 2020 | Премия Лондонского кружка кинокритиков | Лучший оригинальный сценарий                      | Ноа Баумбах                | Ожидается |
| 2020 | Ассоциация кинокритиков Лос-Анджелеса  | Лучший актёр                                      | Адам Драйвер               | Номинация |
| 2020 | Ассоциация кинокритиков Лос-Анджелеса  | Лучший сценарий                                   | Ноа Баумбах                | Победа    |
| 2020 | Спутник                                | Лучший фильм — драма                              | Ноа Баумбах                | Номинация |
| 2020 | Спутник                                | Лучший режиссёр                                   | Ноа Баумбах                | Номинация |
| 2020 | Спутник                                | Лучший актёр — драма                              | Адам Драйвер               | Номинация |
| 2020 | Спутник                                | Лучшая актриса — драма                            | Скарлетт Йоханссон         | Победа    |
| 2020 | Спутник                                | Лучшая актриса второго плана                      | Лора Дерн                  | Номинация |
| 2020 | Спутник                                | Лучший оригинальный сценарий                      | Ноа Баумбах                | Победа    |
| 2020 | Спутник                                | Лучший оригинальный саундтрек                     | Рэнди Ньюман               | Номинация |
| 2020 | Спутник                                | Лучший монтаж                                     | Дженнифер Лэйм             | Номинация |